# NSB 64 sorozat
Az NSB 64 sorozat egy norvég 15 kV, 16,7 Hz AC áramrendszerű villamosmotorvonat-sorozat volt. Az NSB üzemeltette. 1934-ben gyártotta a NEBB és a Strømmen. Összesen 3 db készült belőle. Az NSB 1985-ben selejtezte a sorozatot.